# Cantone di Autun-Sud
Il Cantone di Autun-Sud era una divisione amministrativa dell'arrondissement di Autun.
È stato soppresso a seguito della riforma complessiva dei cantoni del 2014, che è entrata in vigore con le elezioni dipartimentali del 2015.
Comprendeva parte della città di Autun e i comuni di:
- Antully
- Auxy
- Curgy